# سيباريس
سيباريس مدينة يونانية قديمة في الجزء الجنوبي من إيطاليا. تقع على خليج تارانتو. أنشأها الأخاياويون حوالى العام 720 قبل الميلاد.